# 亞洲殖民

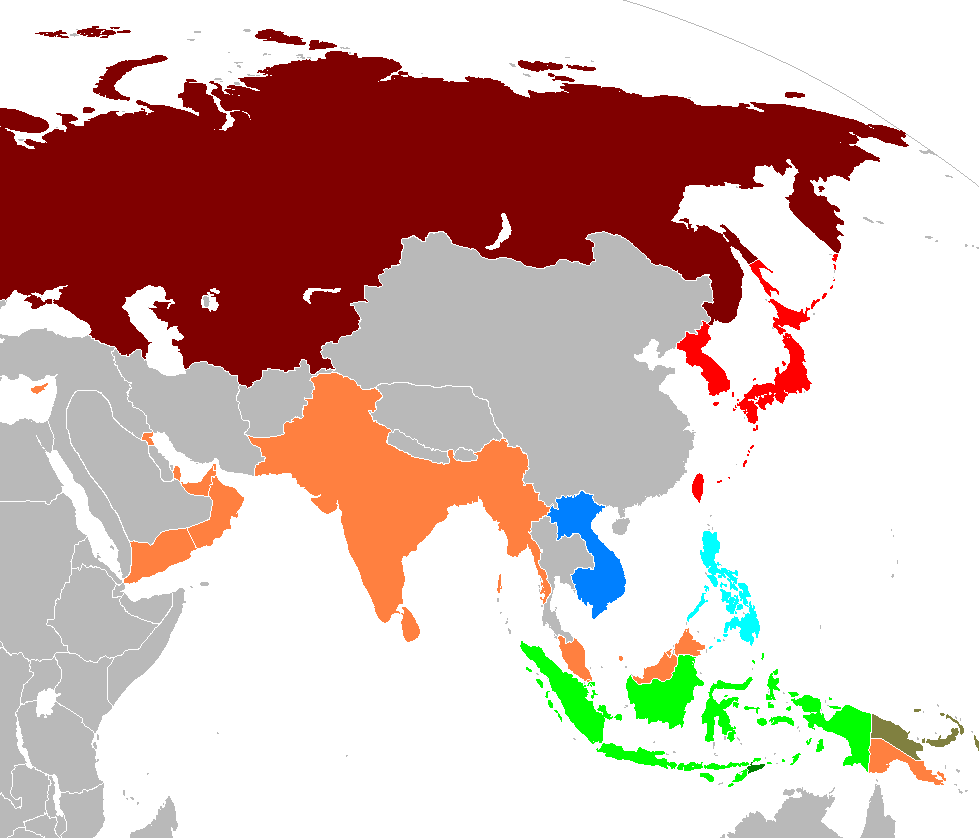
列強在1914年於亞洲殖民地的分佈。
英國殖民地
法國殖民地
荷蘭殖民地
日本及其殖民地
美國殖民地
德國殖民地
俄國及其殖民地
葡萄牙殖民地
獨立國家

亞洲殖民要追溯至15世紀晚期，歐洲的一系列從海路的入侵。而這些入侵目的是建立一個歐亞大陆交易的直接航道，以獲取更大利潤。
於16世紀，葡萄牙帝國因發現了經好望角的航道到達亞洲而打破了阿拉伯國家和意大利城鎮對歐亞貿易的壟斷。但是，荷蘭東印度公司的崛起致使葡萄牙對亞洲的影響力大大地減低。荷蘭先於東印度群島一帶建立基地，然後再於1640年及1660年先後於馬六甲和錫蘭建立基地。而後亦佔領了很多位處印度的港口，荷蘭亦領有日本一些貿易港口。後來，英國與法國也加入爭奪印度的行列中。英法的入侵也使荷蘭在印度的勢力大大減少。於1763年的七年戰爭，英國將法國趕出印度，並建立英國東印度公司，而英國東印度公司成為印度中最重要的政治組織。
在工業革命前的19世紀上半葉，歐洲列強對亞洲殖民地的興趣尚不算大。但是經過工業革命後，歐洲列強對原料的需求大幅提升，而幾個於1870年代的經濟蕭條也令歐洲列強急需拓展市場。而因此展開了一個全新的殖民浪潮。這個殖民浪潮將原本的貿易壟斷和對地區非直接的統治變為直接將地區變成殖民地，直接統治之。自1870年代至1914年一戰爆發為止，英國、法國和荷蘭亞洲主要殖民勢力將亞洲的中東地區、印度次大陸和東南亞變為其殖民地。同一時間，因明治維新而強大的日本、因普法戰爭而新建立的德國、新興的俄國和因勝出1898年美西戰爭而迅速成長為新殖民勢力的美國也加入角逐亞洲殖民地的行列。日本控制朝鮮和台灣，美國控制菲律賓等太平洋諸島，俄國直接入侵中亚。整個亞洲當時除了日本外，僅只剩中國、泰國、土耳其、伊朗和沙烏地仍有保持其獨立地位，而不丹、尼泊爾和阿富汗則為英國的保護國，而沙烏地亦一度沦为英国的保护国。晚清官員、學者屠寄所著并于清宣统二年（1910年）发行的《中国地理教科书》中认为当时亚洲的独立君主国只有中国、暹罗、波斯、日本四国。
而經歷兩次世界大戰的創傷後，歐洲列強再也無力控制其亞洲殖民地。加上日本入侵歐洲列強的東南亞殖民地，因此，亞洲殖民地在冷戰時期掀起了一股獨立浪潮。在中東、印度和東南亞大部份殖民地在僅約二十年時間內已經獨立，而歐洲列強仍嘗試保持其於亞洲的經濟、金融及軍事影響力。但是，戰後亞洲四小龍、印度和中國蓬勃的經濟發展，加上蘇聯解體，致使歐美對亞洲的影響大幅減少。1999年12月20日澳門政權移交后欧洲国家丧失全部在亚洲的殖民地。

## 亞洲殖民地及保護國列表
- 緬甸

英屬緬甸 （1824年–1948年，1886年–1937年期間隸屬英屬印度）
- 錫蘭 （今斯里蘭卡）

葡屬錫蘭 （1505年–1658年）
荷屬錫蘭 （1656年–1796年）
英屬錫蘭 （1815年–1948年）
- 葡屬帝汶 （1702年–1975年，今東帝汶）
- 印度 （包括現代印度 、巴基斯坦 和孟加拉）

葡屬印度 （1510年–1961年）
法屬印度 （1769年–1954年）
荷屬印度（1605年–1825年）
丹屬印度（1696年–1869年）
英屬印度（1613年–1947年）
英國東印度公司統治印度時期 （1757年–1858年）
印度帝國（1858年–1947年）
- 法屬印度支那（1887年–1953年）

- 法屬寮國
- 法屬柬埔寨
- 安南（今越南）

- 荷屬東印度 （今印度尼西亞 、1602年–1949年，荷屬新畿內亞至1962年）
- 中國：

英屬香港（1841年–1997年）
葡屬澳門（1557年–1999年）
膠州灣和膠澳
德國租借時期（1897年–1914年）
日本佔領時期（1914年–1922年）
大連
俄國租借時期（1898年-1905年）
蘇聯佔領時期（1945年-1955年）
法租廣州灣（1899年-1943年，1945年-1946年）
英租威海衛（1898年-1930年）
列強於中國的勢力範圍
- 馬來亞半島（隸屬今 馬來西亞）:

葡屬馬來亞（1511年–1641年）
荷屬馬來亞（1641年–1824年）
英屬馬來亞 ，包括
- 海峽殖民地（1826年–1946年）
- 馬來聯邦（1895年–1946年）
- 馬來屬邦

馬來亞聯合邦 （英治時期，1948年–1963年）
- 英屬婆羅洲 （隸屬今馬來西亞），包括：

- 納閩 （1846年–1963年）
- 汶萊 （1888年–1984年）
- 英屬北婆羅洲 （1882年–1963年）
- 砂拉越殖民地 （1946年–1963年）

- 外滿洲–因璦琿條約（1858年）和北京條約 （1860年）割予俄羅斯帝國
- 菲律賓

西屬菲律賓 （1565年–1898年，亞洲中被單一歐洲列強統治第二久之殖民地，長達333年）
美屬菲律賓 （美國殖民地，1898年–1935年）
- 福爾摩沙（今臺灣）

荷屬福爾摩沙 （1624年–1662年）
北荷蘭城 （1664年–1668年）
西屬艾爾摩沙 （1626年–1642年）
- 英屬新加坡 （1819年–1959年）

### 日本殖民地、附庸政權及軍事佔領地
- 台灣（1895年–1945年）
- 朝鮮（1910年–1945年）
- 樺太廳 (1907年-1945年)
- 南洋廳 (1919年-1945年)
- 中國大陸：

關東州（租借地，1905年–1945年）
滿洲國（附庸國，1932年–1945年）
蒙疆聯合自治政府（親日傀儡政權，1936年–1945年）
冀東防共自治政府（親日傀儡政權，1935年–1938年）
上海市大道政府 (親日傀儡政權，1937年-1938年）
中華民國臨時政府（親日傀儡政權，1937年–1940年）
中華民國維新政府，1940年併入汪精衛政權（親日傀儡政權，1937年–1940年）
汪精衛政權（親日傀儡政權，1940年–1945年）
- 香港日佔時期（軍事佔領，1941年－1945年）
- 馬來亞日佔時期（軍事佔領，1941年－1945年）
- 新加坡日佔時期（軍事佔領，1941年－1945年）
- 英屬婆羅洲日佔時期（軍事佔領，1941年－1945年）
- 菲律賓第二共和國（附庸國，1943年–1945年）
- 緬甸國（附庸國，1943年–1945年）
- 自由印度臨時政府 (附庸國，1943年-1945年）
- 越南帝國（附庸國，1945年）
- 柬埔寨王國（附庸國，1945年）
- 寮王國（附庸國，1945年）